# Torneo di Wimbledon 2019 - Doppio maschile in carrozzina
Alfie Hewett e Gordon Reid erano i campioni in carica da tre anni e sono stati sconfitti in finale.
Il torneo è stato vinto da Joachim Gérard e Stefan Olsson che hanno sconfitto Alfie Hewett e Gordon Reid con il punteggio di 6-4, 6-2.

## Teste di serie
1. Stéphane Houdet /  Nicolas Peifer (semifinale)

1. Joachim Gérard /  Stefan Olsson (campioni)

## Tabellone

### Legenda
| - Q = Qualificato - WC = Wild card - LL = Lucky loser | - ALT = Alternate - SE = Special Exempt - PR = Protected Ranking | - w/o = Walkover - r = Ritirato - d = Squalificato |

|  | Semifinale | Semifinale                       | Semifinale | Semifinale | Semifinale |  |  | Finale | Finale                       | Finale                       | Finale | Finale |  |
|  |            |                                  |            |            |            |  |  |        |                              |                              |        |        |  |
|  | 1          | Stéphane Houdet Nicolas Peifer   | 3          | 6          | 64         |  |  |        |                              |                              |        |        |  |
|  |            | Alfie Hewett Gordon Reid         | 6          | 2          | 7          |  |  |        | Alfie Hewett Gordon Reid     | Alfie Hewett Gordon Reid     | 4      | 2      |  |
|  |            | Gustavo Fernández Shingo Kunieda | 3          | 7          | 65         |  |  | 2      | Joachim Gérard Stefan Olsson | Joachim Gérard Stefan Olsson | 6      | 6      |  |
|  | 2          | Joachim Gérard Stefan Olsson     | 6          | 5          | 7          |  |  |        |                              |                              |        |        |  |